# A che gioco giochiamo
A che gioco giochiamo è un saggio dello psicologo Eric Berne, pubblicato nella sua prima edizione in lingua inglese nel 1964.
L'autore, grazie alla rappresentazione della realtà quotidiana, attraverso le varie metodologie e tipologie di gioco, ha formulato un nuovo modello di analisi terapeutica, denominata analisi transazionale.

## Contenuti
Sfruttando le caratteristiche e gli elementi del gioco, l'analista è in grado di comprendere il ruolo e la posizione di un individuo nei confronti dell'ambiente che lo circonda e di altri soggetti. Non è un caso che il ruolo del marito che angoscia la moglie, oppure quello del capoufficio che tormenta il suo dipendente tendano a mostrare scenari simili e quindi in qualche modo schematizzabili per una migliore interpretazione. Nell'introduzione al libro, Berne spiega al lettore gli elementi della teoria del rapporto sociale, quali il concetto di fame e di stimolo valutati non solamente dal punto di vista biologico ma anche sotto l'aspetto sociale e psicologico. Il concetto di fame assume le sembianze della fame di riconoscimento infantile, mentre la carezza, intesa come intimo contatto fisico, diviene l'unità fondamentale dell'azione sociale e, quando scambiata, forma una "transazione", ossia l'unità del rapporto sociale. La terza fame fondamentale, dopo quella di stimolo e di riconoscimento è quella di struttura, ossia la modalità di configurare le ore della veglia grazie ad una programmazione materiale, sociale ed individuale. L'essere umano dispone solo dell'attività e della fantasia per strutturare la sua vita quotidiana e ancora più nello specifico possiede cinque frecce nel suo arco che si chiamano nell'ordine di complessità: ritualismi, passatempi, giochi, intimità e attività di spunto e di raccordo fra le altre.
Il primo capitolo presenta gli stati dell'io (genitore, adulto, bambino), ossia le realtà psicologiche adottate da qualunque essere appartenente ad un gruppo sociale. Berne chiarisce le modalità tipiche attraverso le quali si manifestano i tre stati e le loro funzioni. Nel secondo capitolo, Berne descrive lo scopo dell'analisi transazionale, ossia l'analisi e la diagnosi dello stato dell'io inducente lo stimolo e la reazione transazionale.
Tra tutte le varie combinazioni dell'azione sociale tra vettore agente e reagente, una delle più peculiari è la transazione incrociata, mentre le più complesse sono le transazioni ulteriori, ossia la presenza contemporanea di due stati, e le transazioni angolari, che prevedono tutti e tre gli stati. Berne focalizza, quindi, dapprima la sua attenzione sui passatempi, definendoli da un punto di vista psicologico e tipologico, oltre ad elencarne le loro funzionalità sociali, e poi sui giochi, proponendo le loro caratteristiche immerse nell'ambito delle dinamiche sociali, ma estrapolate dal contesto culturale e verbale in modo da poterle riconoscere in qualunque tipo di ambiente socio-economico e culturale. La prima parte del libro si conclude con l'elenco delle funzioni e la classificazione dei giochi.
Il primo gruppo di giochi affrontato da Berne è quello chiamato "giochi della vita", e comprende quei giochi che spesso accompagnano l'essere umano per tutta la vita e che coinvolgono spettatori talvolta presi alla sprovvista, tra i quali l'autore ha selezionato i giochi dell'"alcolizzato", del "debitore", del "prendetemi a calci", del "ti ho beccato, figlio di...", del "guarda che mi hai fatto fare". La seconda categoria di giochi è quella denominata "giochi coniugali", come "le spalle al muro", "il tribunale", "la frigida", "l'occupatissima", "tutta colpa tua", "non è la volontà che mi manca", "non è così, tesoro?" che confina con un altro gruppo chiamato "giochi sessuali", che abitualmente include quei giochi utili a combattere e a sfruttare gli impulsi sessuali, tra i quali Berne presenta il "vedetevela tra voi", "la perversione", "la violenza carnale", "il gioco della calza" e la "burrasca". Gli altri gruppi di giochi sono quelli di società, quelli della malavita, dello studio medico e i buoni.

## Edizioni
- (EN) Eric Berne, Games People Play, 1ª ed., Grove Press, 1964, ISBN 0-345-41003-3.
- Eric Berne, A che gioco giochiamo, CDE, 1984.
- Eric Berne, A che gioco giochiamo, traduzione di Vittorio Di Giuro, introduzione di Furio Colombo, Bompiani, 1987.